# 潛在文學集團

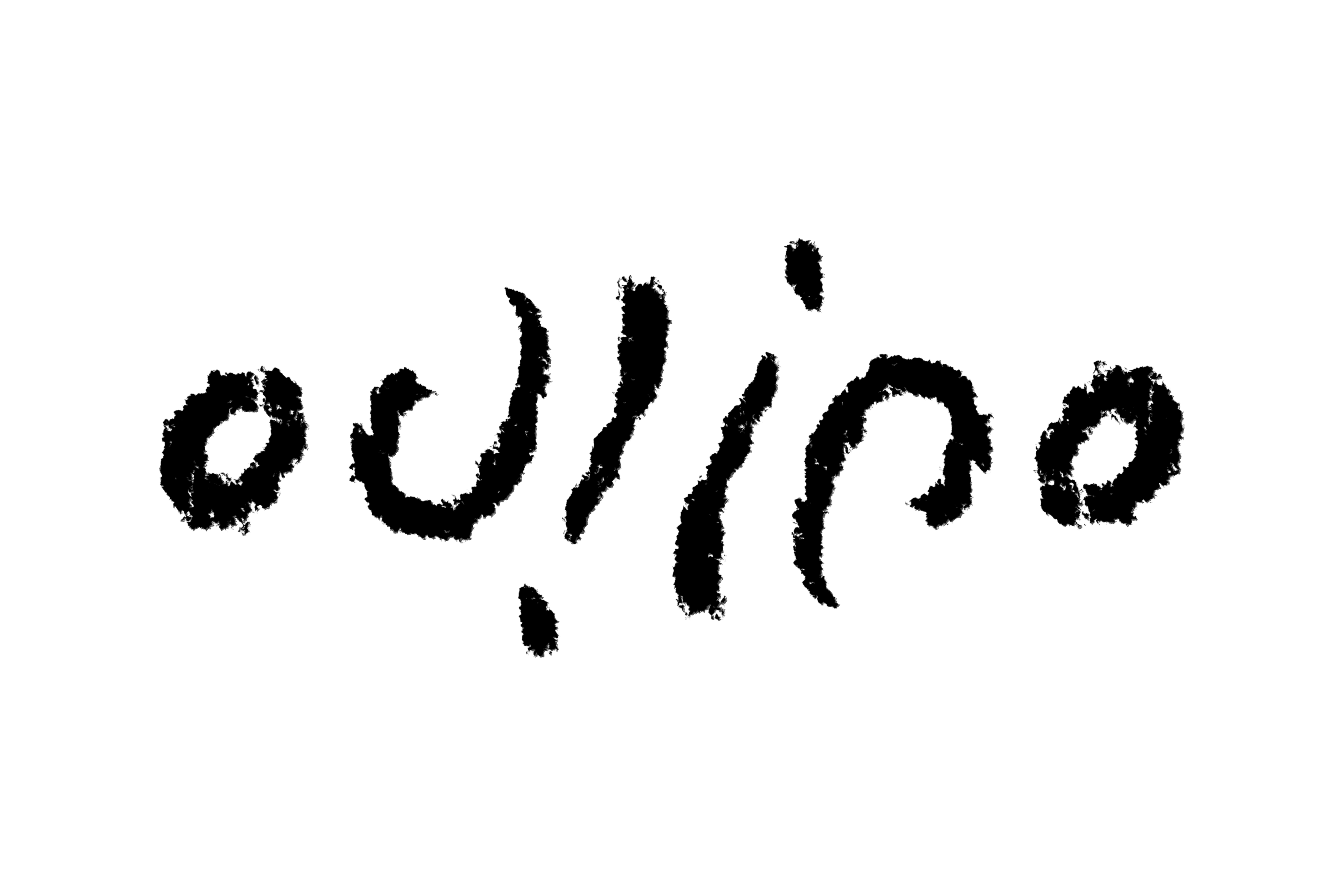
潛在文學集團的雙向圖

潛在文學集團（法語：Ouvroir de littérature potentielle, Oulipo；法語發音：[ulipo]），或譯作「文學潛力工坊」，或依照其縮寫音譯作「歐立玻」、「烏力波」，是法语作家和数学家的文學小組與文學運動，追求使用有條件限制寫作来创作。1960年，雷蒙‧格諾和佛杭索瓦‧勒‧里昂內。著名成员包括小说家乔治·佩雷克和伊塔洛·卡尔维诺等人。
潛在文學集團定義潛在文學（法語：littérature potentielle）是“寻求新的结构和模式，供作家以任意使用”。格诺稱潛在文學集團为“建造迷宫并计划逃离的老鼠”。
有條件限制的寫作，作為触发灵感的手法，代表作品為佩雷克《人生拼圖板》（La Vie mode d'emploi）。除了唇形文字和回文等技术之外，潛在文學集團还设计基于数学问题的新方法，如骑士巡邏和排列。

## 历史
1960年11月24日，潛在文學集團成立，作为玄想科學院下的小组「文學實驗研討會」（Séminaire de littérature expérimentale） 。 第二次会议上，依施密特建议下，小组更名为「潛在文學集團」（Ouvroir de littérature potentielle），或稱「歐立玻」 （Oulipo）。 
其後十年，潛在文學集團鮮少出現在公眾視野。直到1961年，依其小組責任，潛在文學集團向玄想科学院报告工作。然而，這十年間，其成员仍以个人名义活跃，出版基於有條件限制寫作的作品。 1973年，随着運動代表作品集《潛在文學》（La Littérature Potentielle）出版，潛在文學集團逐漸為人所知。1977年2月，马丁·加德纳 在《科学人》的数学游戏专栏中介紹潛在文學集團，幫助其在美国的普及。 2012年，哈佛大学出版社出版潛在文學集團成員丹尼爾‧萊文‧貝克的作品 《奧妙的諸通道：歌頌潜在文学》（Many Subtle Channels: In Praise of Potential Literature），介紹运动历史。 
1960年创立的「潛在文學集團」由一群男性組成，直到15年后有第一位女性加入。1975年，米歇尔·梅太尔成为组织第一位女性成员，但之後逐漸疏離。 1960 年以来，僅6名女性加入文學潛在集團。  2017年6月加入的克莱蒙蒂娜·梅洛瓦是最新的女性成員。

## 代表人物

### 創始成員
- 雷蒙·格诺
- 阿爾伯特-瑪麗·施密特（英语：Albert-Marie Schmidt）

### 其他成員
- 克莱蒙蒂娜·梅洛瓦（法语：Clémentine Mélois）
- 丹尼爾‧萊文‧貝克（英语：Daniel Levin Becker）
- 傑克斯‧柔巴德（英语：Jacques Roubaud）
- 米歇尔·梅太尔（法语：Michèle Métail）

- 伊塔洛·卡尔维诺
- 乔治·佩雷克
- 馬塞爾·杜尚